# Dimitrios Nikolareizis

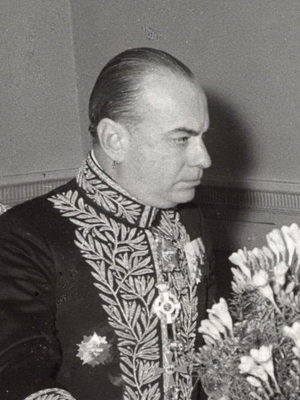

Dimitrios Nikolareizis (griechisch Δημήτριος Νικολαρεΐζης, * 1908 Vathy; † 1981 in Athen) war ein griechischer Jurist, Literaturkritiker und Diplomat.

## Werdegang
Nikolareizis war zunächst als Konsul in Hamburg tätig. 1950 kam er als Botschaftsrat an die Königlich Griechische Botschaft in Bonn. Im Sommer 1952 wurde er von seinem Posten abberufen.

## Ehrungen
- 1952: Großes Verdienstkreuz der Bundesrepublik Deutschland